# 七福星
『七福星』（しちふくせい、原題：夏日福星、英題：Twinkle Twinkle Lucky Stars）は、1985年に公開されたサモ・ハン・キンポー監督・主演のアクション・コメディ映画。ジャッキー・チェンも準主役級の扱いで出演している。『五福星』に始まる福星シリーズ第3弾。

## 概要
サモ・ハン・キンポー監督・主演の福星シリーズ第三弾。日本劇場公開版ではジャッキー・チェン主演として編集された。
本作ではジャッキー・チェンが珍しくバトルで負けるというストーリーになっている。それは撮影当時、ジャッキーは本作を『ポリス・ストーリー』『ファースト・ミッション』と掛け持ちしていて、非常に過密なスケジュールだった。そのため睡眠時間がとれず、移動中の車内や撮影の合間などに仮眠をとっていた。しかし疲労の限界に達したジャッキーはある日、撮影中に怒りを爆発させ「もう俺を殺してくれ」とサモ・ハンに頼み強引に脚本が「ジャッキーが銃で撃たれる」というストーリーに書きかえられた。そのためジャッキー扮するマッスルは途中からいなくなっている。
そして夏に使用していたゴールデン・ハーベストのスタジオはとにかく暑く40度近くあった。「2週間以上、毎日毎日練習してましたね。撮影もきつかった。セットの中の気温は40度もあって、その中で防具を付けてはいるものの、実際にパンチもキックも当ててますからね。私もジャッキーも二人して手を骨折しながらやり遂げました。NGは60回を超えていたと思います。ジャッキーも精一杯やってるんだけど、なんせあの当時のフィーバーで激務でしたから、いくらなんでも体力の限界が来ていたんでしょう。それでサモが、”俺が仇を討つ感じにするからジャッキーはもう終わっていい”と言い出して、それでああいう流れになったんですよ。ジャッキーは、”僕が負けたまま終わった作品は、これが唯一だよ”と後に語ってましたね」と倉田保昭は述べている。
1987年12月12日、日本公開（併映：『あぶない刑事』）。日本版の主題歌はジャッキー・チェンの「無問題」で彼の2017年時点での全盛期のラストシングルとなっている。

## ストーリー
前作で日本のマフィアに壊滅的な打撃を与えた五人組は褒美としてパタヤ・ビーチ（タイ）へのバカンスを手に入れ、早速ビーチでワルノリの限りを尽くしていた。一方、暗殺グループの足どりを追う特捜刑事のマッスルとリッキーは暗殺者の次の標的と目される女優志願のワンを五人組のもとで匿うことを思いつく。そうして暗殺グループ、刑事、五人組を交えたハチャメチャな大乱闘が始まった。

## キャスト
| 役名                | 俳優                 | 日本語吹替                    |
| 役名                | 俳優                 | テレビ東京版 （追加収録部分） |
| ------------------- | -------------------- | ----------------------------- |
| キッド/デブゴン     | サモ・ハン・キンポー | 水島裕                        |
| クレイジー          | リチャード・ン       | 牛山茂                        |
| マルボケ/ちび/ドジ  | エリック・ツァン     | 小松政夫 （飛田展男）         |
| ヒゲ                | フォン・ツイファン   | 大塚明夫                      |
| 二枚目/ハンサム     | チャールス・チン     | 高宮俊介 （内田夕夜）         |
| フラワー            | シベール・フー       | 佐々木優子                    |
| ジョニー/ベン       | ジョン・シャム       | 広瀬正志 （屋良有作）         |
| 二枚目/プレイボーイ | ミウ・キウワイ       | 喜多川拓郎                    |
| ウォン・イーチン    | ロザムンド・クワン   | 井上喜久子                    |
| マッスル            | ジャッキー・チェン   | 石丸博也                      |
| リッキー            | ユン・ピョウ         | 大滝進矢                      |
| 殺し屋              | 倉田保昭             | 高宮俊介                      |
| ラッキー            | アンディ・ラウ       | 堀内賢雄                      |
| 柔道教室教師        | ミシェール・キング   | 叶木翔子                      |
| 呪術師              | ウー・マ             | 沢りつお                      |
| 観光ガイド          | アンソニー・チェン   | 堀内賢雄                      |

- テレビ東京版 - 初回放送1990年6月7日『木曜洋画劇場』
  - 地上波放送時にカットされた部分を追加録音した「吹替補完版」が2021年12月27日にWOWOWにて放送された[6]。「吹替補完版」は2024年5月3日に発売されたエクストリーム・エディション版BDに収録[7]。

カメオ出演：
- ジョージ・ラム
- ディニー・イップ
- アルフレッド・チョン
- マン・ホイ
- ウォン・ジン（王晶）[注釈 2]
- ナット・チャン
- デヴィット・チャン
- フィリップ・チャン
- ムーン・リー
- ポーリン・ウォン
- タイ・ポー
- ケニー・ホー
- ラム・ウェイ
- ウェイ・ティンチー
- レオン・カーヤン
- ピーター・K・ヤン
- チン・シウホウ

## スタッフ
- 製作総指揮：レイモンド・チョウ、レナード・ホー
- 監督/製作：サモ・ハン・キンポー
- 脚本：バリー・ウォン（黄炳耀）[注釈 1]
- 製作会社：嘉峰電影有限公司
- 武術指導：サモ・ハン・キンポー、ユン・ピョウ、ラム・チェンイン、ユン・ワー、チン・カーロック
- 武術指導クルー：洪家班